# Stanislao Mercantini
Stanislao Mercantini (Fossombrone, 5 marzo 1837 – Fossombrone, 1º febbraio 1897) è stato un poeta italiano.

## Biografia
Fratello minore di Luigi, fu con lui nella Giunta Provvisoria delle Marche liberate e successivamente nominato dal commissario straordinario per le Marche Lorenzo Valerio professore al Ginnasio di Cesena, poi, dal Ministro Michele Amari, al Liceo di Cremona. Trasferito in Sardegna e retrocesso a "professore reggente" per le sue attività "comuniste" e "filooperaie", iniziò a manifestare segni di perturbamento mentale (bruciò tra l'altro tutti i suoi manoscritti) che lo condussero al ricovero nel manicomio di Pesaro, diretto in quegli anni da Cesare Lombroso.

## Opere principali
- Agl'Italiani: ode; All'Italia: sonetto, Cesena, Tip. G. Bisazia, 1862
- Nell'accademia per Dante Alighieri: canto popolare, Cremona, Tip. di P. Fezzi, 1865
- Canto, Macerata, Tip. Bianchini, 1866
- Un fiore d'adelia, o La fidanzata trentina nel 1866, Sassari, Tip. G. Dessi, 1868
- Versi, Sassari, tip. G. Dessi, 1868
- A mia madre! Canto funebre, Sassari, Tipografia G. Dessi, 1869
- Per la festa che a Nicolò Machiavelli celebrano Firenze, Italia e il mondo civile: canto, Sassari, Tip. G. Dessi, 1869[3]
- Il savio e lo stolto, Sassari, Tip. G. Dessi, 1869